# Levi Strauss & Co.
Levi Strauss & Co., também conhecida como (LS&CO), é uma empresa norte-americana fundada em 1853 pelo industrial alemão Levi Strauss, é detentora da marca Levi's de jeans de renome mundial.

## Organização
Levi Strauss & Co. é uma empresa multinacional organizada em três divisões geográficas: Levi Strauss Americas (LSA), com sede em São Francisco; Levi Strauss Europe, com sede no Meio Oeste e na Africa (LSEMA), com sede em  Bruxelas; também possuem escritórios na Ásia (APD), sediada em Singapura. A companhia emprega aproximadamente 10.000 pessoas no mundo, e produz desde calças jeans, camisas, boné, cintos a blusas e roupas sociais.